# Thong Pha Phum (huyện)
Thong Pha Phum (tiếng Thái: ทองผาภูมิ) là một huyện (amphoe) ở phía bắc của tỉnh Kanchanaburi, miền trung Thái Lan.

## Lịch sử
Ban đầu Thong Pha Phum là tiểu huyện (King Amphoe) Sangkhla Buri, một đơn vị thuộc huyện Wang Ka. Năm 1939 tên gọi Sangkhla Buri được chuyển thành Wang Ka, còn tiểu huyện được đổi thành Thong Pha Phum. Ngày 30 tháng 5 năm 1941, tiểu huyện này được nâng cấp thành huyện còn Sangkhlaburi bị hạ xuống thành một tiểu huyện. Lúc đó huyện này gồm 6 tambon Tha Khanun, Hin Dat, Dika, Chalae, Pilok và Linthin.

## Địa lý
Các huyện giáp ranh (từ phía tây theo chiều kim đồng hồ) là Tanintharyi Division of Myanmar, Sangkhla Buri, Umphang của tỉnh Tak, Ban Rai của tỉnh Uthai Thani, Si Sawat và Sai Yok của tỉnh Kanchanaburi.
Nguồn nước quan trọng của vùng này là sông Khwae Noi.
Các vườn quốc gia Thong Pha Phum, Lam Khlong Ngu và Khao Laem nằm ở huyện này.

## Hành chính
Huyện này được chia thành 7 phó huyện (tambon), các đơn vị này lại được chia thành 44 làng (muban). Thong Pha Phum itself là một thị trấn (thesaban tambon) và nằm trên một phần lãnh thổ của the tambon Tha Khanun. Ngoài ra có 7 Tổ chức hành chính tambon (TAO).
| Số TT | Tên            | Tên tiếng Thái | Số làng | Dân số |  |
| ----- | -------------- | -------------- | ------- | ------ |  |
| 1.    | Tha Khanun     | ท่าขนุน          | 5       | 18.544 |  |
| 2.    | Pilok          | ปิล๊อก           | 4       | 5.997  |  |
| 3.    | Hin Dat        | หินดาด          | 8       | 5.346  |  |
| 4.    | Linthin        | ลิ่นถิ่น           | 6       | 6.933  |  |
| 5.    | Chalae         | ชะแล           | 7       | 9.308  |  |
| 6.    | Huai Khayeng   | ห้วยเขย่ง        | 8       | 10.981 |  |
| 7.    | Sahakon Nikhom | สหกรณ์นิคม       | 6       | 5.739  |  |